# Anastasios Bunduris
Anastasios „Tasos” Bunduris (gr. Αναστάσιος «Tάσος» Μπουντούρης, ur. 2 sierpnia 1955 w Pireusie) – grecki żeglarz sportowy. Brązowy medalista olimpijski z Moskwy.
Brał udział – jako pierwszy reprezentant Grecji – w sześciu igrzyskach olimpijskich (IO 76, IO 80, IO 84, IO 88, IO 92, IO 96). W 1980 zdobył brąz w klasie Soling, wspólnie z nim płynęli Anastasios Gawrilis i Aristidis Rapanakis. W  klasie Soling był mistrzem świata w 1993 i srebrnym medalistą mistrzostw globu w 1981.
Jego brat Antonios także był żeglarzem i olimpijczykiem.